# Igor Mintogo Ebang
Igor Mintogo Ebang (24 september 1999) is een Belgisch basketballer.

## Carrière
Mintogo speelde in de jeugd van BBC Brainois, Union Mons-Hainaut en Lille Métropole Basket en maakte zijn debuut op het hoogste niveau in het seizoen 2020/21 en speelde drie jaar lang voor Union Mons-Hainaut. Hij verlengde zijn contract niet bij Bergen in 2023. In maart 2024 tekende hij na hersteld te zijn van zijn achillesblessure bij de Franse club Hyères Toulon Var Basket als vervanger van de geblesseerde Junior Ouattara. Hij werd met hen kampioen. Hij tekende in de zomer van 2024 voor BC Orchies.

## Privéleven
Mintogo behaalde een diploma in de biologie.

## Erelijst
- Franse derde klasse: 2024